# Autriche aux Jeux olympiques d'hiver de 1952
Cet article contient des informations sur la participation et les résultats de l'Autriche aux Jeux olympiques d'hiver de 1952, qui ont eu lieu à Oslo en Norvège.

## Médaillés
| Médaille | Nom              | Sport               | Épreuve             |
| -------- | ---------------- | ------------------- | ------------------- |
| Or       | Othmar Schneider | Ski alpin           | Slalom hommes       |
| Or       | Trude Beiser     | Ski alpin           | Descente femmes     |
| Argent   | Othmar Schneider | Ski alpin           | Descente hommes     |
| Argent   | Christian Pravda | Ski alpin           | Slalom géant hommes |
| Argent   | Dagmar Rom       | Ski alpin           | Slalom géant femmes |
| Argent   | Hellmut Seibt    | Patinage artistique | Individuel hommes   |
| Bronze   | Christian Pravda | Ski alpin           | Descente hommes     |
| Bronze   | Toni Spiss       | Ski alpin           | Slalom géant hommes |

## Résultats

### Ski alpin
| Athlète          | Épreuve      | Course 1        | Course 1 | Course 2     | Course 2     | Total        | Total              |
| Athlète          | Épreuve      | Temps           | Rang     | Temps        | Rang         | Temps        | Rang               |
| ---------------- | ------------ | --------------- | -------- | ------------ | ------------ | ------------ | ------------------ |
| Egon Schöpf      | Descente     |                 |          |              |              | Disqualifié  | –                  |
| Otto Linher      | Descente     |                 |          |              |              | 2 min 47 s 9 | 28                 |
| Christian Pravda | Descente     |                 |          |              |              | 2 min 32 s 4 | Médaille de bronze |
| Othmar Schneider | Descente     |                 |          |              |              | 2 min 32 s 0 | Médaille d'argent  |
| Egon Schöpf      | Slalom géant |                 |          |              |              | Disqualifié  | –                  |
| Hans Senger      | Slalom géant |                 |          |              |              | 2 min 33 s 6 | 9                  |
| Toni Spiss       | Slalom géant |                 |          |              |              | 2 min 28 s 8 | Médaille de bronze |
| Christian Pravda | Slalom géant |                 |          |              |              | 2 min 26 s 9 | Médaille d'argent  |
| Toni Spiss       | Slalom       | N'a pas terminé | –        | Non qualifié | Non qualifié | Non qualifié | Non qualifié       |
| Christian Pravda | Slalom       | 1 min 01 s 5    | 10 Q     | 1 min 53 s 2 | 29           | 2 min 54 s 7 | 29                 |
| Othmar Schneider | Slalom       | 59 s 5          | 3 Q      | 1 min 00 s 5 | 2            | 2 min 00 s 0 | Médaille d'or      |
| Hans Senger      | Slalom       | 59.2            | 1 Q      | Disqualifié  | –            | Disqualifié  | –                  |

| Athlète             | Épreuve      | Course 1     | Course 1 | Course 2     | Course 2 | Total        | Total             |
| Athlète             | Épreuve      | Temps        | Rang     | Temps        | Rang     | Temps        | Rang              |
| ------------------- | ------------ | ------------ | -------- | ------------ | -------- | ------------ | ----------------- |
| Trude Klecker       | Descente     |              |          |              |          | 1 min 57 s 9 | 24                |
| Dagmar Rom          | Descente     |              |          |              |          | 1 min 49 s 8 | 5                 |
| Erika Mahringer     | Descente     |              |          |              |          | 1 min 49 s 5 | 4                 |
| Trude Jochum-Beiser | Descente     |              |          |              |          | 1 min 47 s 1 | Médaille d'or     |
| Erika Mahringer     | Slalom géant |              |          |              |          | 2 min 16 s 8 | 17                |
| Trude Jochum-Beiser | Slalom géant |              |          |              |          | 2 min 14 s 3 | 11                |
| Trude Klecker       | Slalom géant |              |          |              |          | 2 min 11 s 4 | 4                 |
| Dagmar Rom          | Slalom géant |              |          |              |          | 2 min 09 s 0 | Médaille d'argent |
| Dagmar Rom          | Slalom       | 1 min 57 s 7 | 38       | 1 min 10 s 2 | 20       | 3 min 07 s 9 | 36                |
| Erika Mahringer     | Slalom       | 1 min 18 s 6 | 32       | 1 min 08 s 0 | 10       | 2 min 26 s 6 | 22                |
| Rosi Sailer         | Slalom       | 1 min 09 s 3 | 13       | 1 min 11 s 6 | 24       | 2 min 20 s 9 | 17                |
| Trude Jochum-Beiser | Slalom       | 1 min 08 s 7 | 10       | 1 min 07 s 2 | 6        | 2 min 15 s 9 | 8                 |

### Bobsleigh
| Traîneau | Athlètes                          | Épreuve    | Manche 1      | Manche 1 | Manche 2      | Manche 2 | Manche 3      | Manche 3 | Manche 4      | Manche 4 | Total         | Total |
| Traîneau | Athlètes                          | Épreuve    | Temps         | Rang     | Temps         | Rang     | Temps         | Rang     | Temps         | Rang     | Temps         | Rang  |
| -------- | --------------------------------- | ---------- | ------------- | -------- | ------------- | -------- | ------------- | -------- | ------------- | -------- | ------------- | ----- |
| AUT-1    | Karl Wagner Franz Eckhardt        | Bob à deux | 1 min 24 s 16 | 10       | 1 min 24 s 54 | 9        | 1 min 24 s 00 | 9        | 1 min 24 s 34 | 11       | 5 min 37 s 04 | 9     |
| AUT-2    | Heinz Hoppichler Wilfried Thurner | Bob à deux | 1 min 30 s 27 | 18       | 1 min 28 s 30 | 16       | 1 min 27 s 78 | 16       | 1 min 27 s 51 | 16       | 5 min 53 s 86 | 16    |

| Traîneau | Athlètes                                                     | Épreuve      | Manche 1      | Manche 1 | Manche 2      | Manche 2 | Manche 3      | Manche 3 | Manche 4        | Manche 4 | Total           | Total |
| Traîneau | Athlètes                                                     | Épreuve      | Temps         | Rang     | Temps         | Rang     | Temps         | Rang     | Temps           | Rang     | Temps           | Rang  |
| -------- | ------------------------------------------------------------ | ------------ | ------------- | -------- | ------------- | -------- | ------------- | -------- | --------------- | -------- | --------------- | ----- |
| AUT-1    | Karl Wagner Franz Eckhardt Hermann Palka Paul Aste           | Bob à quatre | 1 min 19 s 34 | 9        | 1 min 18 s 91 | 4        | 1 min 18 s 27 | 6        | 1 min 18 s 22   | 3        | 5 min 14 s 74   | 5     |
| AUT-2    | Kurt Loserth Wilfried Thurner Franz Kneissl Heinz Hoppichler | Bob à quatre | 1 min 19 s 51 | 10       | 1 min 20 s 25 | 12       | 1 min 20 s 44 | 13       | N'a pas terminé | –        | N'a pas terminé | –     |

### Ski de fond
| Épreuve | Athlète            | Course          | Course |
| Épreuve | Athlète            | Temps           | Rang   |
| ------- | ------------------ | --------------- | ------ |
| 18 km   | Peter Radacher     | N'a pas terminé | –      |
| 18 km   | Sepp Schiffner     | 1 h 17 min 31   | 69     |
| 18 km   | Leopold Kohl       | 1 h 13 min 10   | 51     |
| 18 km   | Oskar Schulz       | 1 h 12 min 37   | 48     |
| 18 km   | Friedrich Krischan | 1 h 11 min 54   | 43     |
| 18 km   | Hans Eder          | 1 h 10 min 13   | 31     |
| 18 km   | Matthias Noichl    | 1 h 09 min 48   | 28     |
| 18 km   | Sepp Schneeberger  | 1 h 09 min 12   | 23     |

| Athlètes                                                       | Course        | Course |
| Athlètes                                                       | Temps         | Rang   |
| -------------------------------------------------------------- | ------------- | ------ |
| Hans Eder Friedrich Krischan Karl Rafreider Josef Schneeberger | 2 h 34 min 36 | 5      |

| Épreuve | Athlète         | Course          | Course |
| Épreuve | Athlète         | Temps           | Rang   |
| ------- | --------------- | --------------- | ------ |
| 10 km   | Lizzy Kladensky | N'a pas terminé | –      |

### Patinage artistique
| Athlète      | Figures imposées | Libre | Points  | Places | Rang              |
| ------------ | ---------------- | ----- | ------- | ------ | ----------------- |
| Kurt Oppelt  | 11               | 10    | 137,033 | 98     | 11                |
| Helmut Seibt | 2                | 5     | 180,144 | 23     | Médaille d'argent |

| Athlète           | Figures imposées | Libre | Points  | Places | Rang |
| ----------------- | ---------------- | ----- | ------- | ------ | ---- |
| Sissy Schwarz     | 22               | 18    | 126,878 | 178    | 19   |
| Annelies Schilhan | 19               | 12    | 134,744 | 140    | 16   |

| Athlètes                  | Points | Places | Rang |
| ------------------------- | ------ | ------ | ---- |
| Sissy Schwarz Kurt Oppelt | 9,469  | 83     | 9    |

### Combiné nordique
Épreuves :
- Ski de fond pendant 18 km
- Saut à ski sur tremplin normal

La partie du ski de fond de l'épreuve est combinée avec l'épreuve principale, cela signifie donc que les athlètes participent ici aux deux disciplines en même temps. Les détails peuvent être retrouvés dans la section ski de fond de cet article. 
L'épreuve de saut à ski (tremplin normal) a lieu séparément de l'épreuve principale de saut à ski, les résultats peuvent être retrouvés dans le tableau ci-dessous (les athlètes sont autorisés à faire trois sauts, les deux meilleurs sauts sont comptabilisés et sont montrés ici).
| Athlète        | Épreuve    | Ski de fond     | Ski de fond | Saut à ski | Saut à ski | Saut à ski | Saut à ski | Total           | Total |
| Athlète        | Épreuve    | Points          | Rang        | Distance 1 | Distance 2 | Points     | Rang       | Points          | Rang  |
| -------------- | ---------- | --------------- | ----------- | ---------- | ---------- | ---------- | ---------- | --------------- | ----- |
| Peter Radacher | Individuel | N'a pas terminé | –           | 57,0 m     | 58,0 m     | 150,0      | 24         | N'a pas terminé | –     |
| Sepp Schiffner | Individuel | 185,030         | 21          | 59,5 m     | 60,5 m     | 186,5      | 19         | 371,530         | 20    |
| Leopold Kohl   | Individuel | 200,848         | 14          | 58,0 m     | 58,0 m     | 182,5      | 20         | 383,348         | 18    |
| Hans Eder      | Individuel | 211,575         | 11          | 62,0 m     | 64,5 m     | 209,0      | 4          | 420,575         | 9     |

### Saut à ski
| Athlète           | Épreuve         | Saut 1         | Saut 1 | Saut 1 | Saut 2          | Saut 2 | Saut 2 | Total           | Total |
| Athlète           | Épreuve         | Distance       | Points | Rang   | Distance        | Points | Rang   | Points          | Rang  |
| ----------------- | --------------- | -------------- | ------ | ------ | --------------- | ------ | ------ | --------------- | ----- |
| Sepp Bradl        | Tremplin normal | 50,5 m (tombé) | 65,5   | 41     | N'a pas terminé | –      | –      | N'a pas terminé | –     |
| Hans Eder         | Tremplin normal | 57,5 m         | 95,5   | 28     | 55,5 m          | 93,0   | 31     | 188,5           | 29    |
| Rudi Dietrich     | Tremplin normal | 63,0 m         | 97,5   | 23     | 62,5 m          | 100,5  | 16     | 198,0           | 21    |
| Walter Steinegger | Tremplin normal | 61,5 m         | 100,5  | 18     | 63,0 m          | 101,5  | 14     | 202,0           | 14    |

### Patinage de vitesse
| Épreuve  | Athlète           | Course        | Course |
| Épreuve  | Athlète           | Temps         | Rang   |
| -------- | ----------------- | ------------- | ------ |
| 500 m    | Arthur Mannsbarth | 47 s 6        | 37     |
| 500 m    | Konrad Pecher     | 47 s 3        | 36     |
| 500 m    | Franz Offenberger | 45 s 9        | 25     |
| 1 500 m  | Konrad Pecher     | 2 min 34 s 8  | 36     |
| 1 500 m  | Arthur Mannsbarth | 2 min 26 s 6  | 22     |
| 1 500 m  | Franz Offenberger | 2 min 25 s 9  | 20     |
| 5 000 m  | Konrad Pecher     | 9 min 04 s 9  | 32     |
| 5 000 m  | Franz Offenberger | 9 min 03 s 0  | 30     |
| 5 000 m  | Arthur Mannsbarth | 8 min 36 s 3  | 8      |
| 10 000 m | Franz Offenberger | 19 min 04 s 2 | 26     |
| 10 000 m | Arthur Mannsbarth | 17 min 44 s 2 | 11     |